# Adolf Schaffer
Adolf Schaffer (* 5. Januar 1840 in Bregenz; † 24. Januar 1905 in Laibach) war ein österreichischer Politiker und Theaterintendant.

## Leben
Als Sohn eines Oberamtmanns geboren, studierte Schaffer nach dem Besuch des Laibacher Gymnasiums Rechtswissenschaften in Wien. 1863 wurde er zum Dr. iur. promoviert. Von 1871 bis 1883 war er Mitglied des Laibacher Gemeinderats. Von 1873 bis 1879 war er für die Stadt Laibach Mitglied des Reichsrats. Von 1877 bis 1883 und von 1889 bis 1905 war er Abgeordneter des Krainer Landtags, zuerst für die Laibacher Handels- und Gewerbekammer und dann für die Großgrundbesitzerkurie. Ab 1877 gehörte er auch dem Landesausschuss an, ab 1895 dem Krainischen Landesschulrat. Nebenbei war er 20 Jahre lang Intendant des Deutschen Theaters in Laibach und Mitglied im Laibacher Theaterverein sowie im dortigen Kasinoverein. Ab 1888 war er Direktionsmitglied der Krainischen Sparkasse.

## Ehrungen
- 1898: Orden der Eisernen Krone, Ritterkreuz 3. Klasse.
- Ehrenmitglied des Laibacher Deutschen Turnvereins, an dessen Gründung er beteiligt war.
- Ehrenbursch der Burschenschaft Carniola Graz.